# هوموسالات
هوموسالات (به انگلیسی: Homosalate) با فرمول شیمیایی C۱۶H۲۲O۳ یک ترکیب شیمیایی با شناسه پاب‌کم ۸۳۶۲ است. که جرم مولی آن ۲۶۲٫۳۶ g/mol می‌باشد. 